# Бортникова Березина
Бортникова Березина (Бортникова Береза, рос. Бортникова Березина) — колишній хутір у Деревицькій волості Новоград-Волинського і Полонського повітів Волинської губернії та Деревицькій сільській раді Полонського району Шепетівської округи.

## Населення
У 1906 році в поселенні налічувалося 6 жителів, дворів — 1, у 1923 році — 1 двір та 9 мешканців.

## Історія
У 1906 році — хутір Деревицької волості (5-го стану) Новоград-Волинського повіту Волинської губернії. Відстань до повітового центру, міста Новоград-Волинський, становила 76 верст, до волосного центру, с. Деревичі — 2 версти. Найближче поштово-телеграфне відділення розташовувалося в Любарі.
У березні 1921 року, в складі волості, включений до новоствореного Полонського повіту Волинської губернії. У 1923 році увійшов до складу новоствореної Деревицької сільської ради, котра, від 7 березня 1923 року, включена до складу новоутвореного Полонського району Шепетівської округи. Розміщувався за 19 верст від районного центру, містечка Полонне, та півтори версти — від центру сільської ради, с. Деревичі.
Після 1923 року не значиться в обліку населених пунктів.